# Плужнянська Дача (пам'ятка природи)
Плужня́нська Да́ча — ботанічна пам'ятка природи місцевого значення в Україні. Об'єкт природно-заповідного фонду Хмельницької області.
Розташована в межах Плужненської сільської громади Шепетівського району Хмельницької області, за 1,5 км на північ — північний схід від околиці села Плужного.
Площа 1 га. Статус присвоєно згідно з розпорядженням облвиконкому від 11.06.1970 року № 156-р"б". Перебуває у віданні ДП «Ізяславський лісгосп» (Плужнянське лісництво, квартал 111, відділ 27).
Статус присвоєно для збереження невеликої частини лісового масиву з цінними насадженнями сосни Веймутової. На території колишньої поміщицької садиби зростає 25 екземплярів дерев віком понад 100 років.